# Camillo Guerra
Camillo Guerra, né le 21 mai 1797 à Naples et mort le 10 mars 1874 dans la même ville, est un peintre italien, actif principalement dans sa ville natale.

## Biographie
Camillo Guerra naît le 21 mai 1797 à Naples, il est le deuxième de cinq enfants, de Pasquale et Angela d'Angelo. Son père, directeur des fouilles de Pompéi, issu d'une famille d'artistes, meurt en 1813, laissant sa famille dans une situation précaire.
Initialement, son père souhaitait que son fils devienne avocat, mais Camillo devient un étudiant à l'École Royale d'Art sous la direction de Costanzo Angelini.
En 1822, il remporte un prix qui le conduit à une bourse d'études à Rome sous Tommaso Conca, puis sous Vincenzo Camuccini. Il est aussi influencé par Pietro Benvenuti et le néo-classicisme. En 1829, il collabore avec E. Pistolesi dans un livre illustré en huit volumes sur les artefacts au Vatican.
En 1827, il est nommé professeur honoraire de l'Institut Royal des Arts. En 1830, il est l'un des artistes chargés de peindre pour l'église de la Basilique San Francesco di Paola. Cette église de style néo-classique est conçue par François Ier des Deux-Siciles pour célébrer la restauration de la dynastie Bourbon et l'expulsion de la République Napoléonienne. La contribution de Camillo est un retable représentant la Gloire de Saint Joseph (achevé en 1834). En 1834, il devient professeur à l'Académie Royale. Il peint une Vierge dei Raggi (aujourd'hui perdue) pour l'église San Nicola da Tolentino à Naples. Pour le premier tableau, il est payé 600 lires et pour le second 400 lires. Il peint une Apparition de la Vierge de Philippe Neri pour l'église de la Concezione à Naples. Dans les années 1840, avec Gennaro Maldarelli, Filippo Marsigli et Giuseppe Cammarano, il participe à la décoration des salles du Palais Royal, aujourd'hui de la Bibliothèque Nationale de Naples (Biblioteca Nazionale Vittorio Emanuele III). Guerra peint la fresque les quatre saisons. De 1846 à 1852, il peint une imposante fresque du Paradis Céleste, évoquant une vision de saint Jean l'Évangéliste, dans la coupole de l'église des Gerolomini (en partie détruite en 1943).
Il peint des fresques pour la dynastie des Bourbons dans les palais de Caserte et le Palais Royal de Naples. Il peint le Miracle des Poissons pour la cathédrale de Caserte et de la Vie de Saint Paul dans la cathédrale d'Aversa. Son neveu, Achille Guerra (Naples 18 juin 1832 – 23 janvier 1903 Rome).